# Xacundutia
Xacundutia är en ort i Mexiko.   Den ligger i kommunen Metlatónoc och delstaten Guerrero, i den sydöstra delen av landet, 260 km söder om huvudstaden Mexico City. Xacundutia ligger 1 566 meter över havet och antalet invånare är 121.
Terrängen runt Xacundutia är varierad. Runt Xacundutia är det ganska glesbefolkat, med 43 invånare per kvadratkilometer. Närmaste större samhälle är San Vicente Zoyatlán, 17,6 km norr om Xacundutia. I omgivningarna runt Xacundutia växer huvudsakligen savannskog.